# Emerson (Name)
Emerson bzw. Émerson ist ein portugiesischer Vor- bzw. ein englischer Familienname.

## Herkunft und Bedeutung
Emerson ist ein Patronym und bedeutet Sohn des Emery.

## Namensträger

### Vorname
- Émerson (Fußballspieler, 1973) (Émerson Luiz Firmino; * 1973), brasilianisch-deutscher Fußballspieler
- Émerson (Fußballspieler, 1975) (Émerson Carvalho da Silva; * 1975), brasilianischer Fußballspieler
- Emerson (Fußballspieler, 1976) (Emerson Ferreira da Rosa; * 1976), brasilianischer Fußballspieler
- Emerson (Fußballspieler, 1994) (Emerson Palmieri dos Santos; * 1994), italienisch-brasilianischer Fußballspieler
- Emerson Fittipaldi (* 1946), brasilianischer Autorennfahrer
- Emerson Hyndman (* 1996), amerikanisch-portugiesischer Fußballspieler
- Emerson Royal (Emerson Aparecido Leite De Souza Junior; * 1999), brasilianischer Fußballspieler
- Emerson Sheik (* 1978), brasilianisch-katarischer Fußballspieler
- Emerson Thome (Paredão; 1972), brasilianischer Fußballspieler

### Familienname
- Alfred Edwards Emerson (1896–1976), US-amerikanischer Zoologe
- Allen Emerson (1954–2024), US-amerikanischer Informatiker
- Arthur Emerson (1893–1975), US-amerikanischer Marineoffizier
- Benjamin Kendall Emerson (1843–1932), US-amerikanischer Geologe
- Bill Emerson (1938–1996), US-amerikanischer Politiker
- Billy Emerson (Billy The Kid; 1925–2023), US-amerikanischer Bluesmusiker
- David Emerson (* 1945), kanadischer Politiker
- Douglas Emerson (* 1974), US-amerikanischer Schauspieler
- Edward Waldo Emerson (1844–1930), US-amerikanischer Arzt und Autor
- Eric Emerson (1943–1975), US-amerikanischer Tänzer und Schauspieler
- Faye Emerson (1917–1983), US-amerikanische Schauspielerin
- Frank C. Emerson (1882–1931), US-amerikanischer Bauingenieur und Politiker
- George Barrell Emerson (1797–1881), US-amerikanischer Botaniker und Schulleiter
- Gladys Anderson Emerson (1903–1984), US-amerikanische Biochemikerin
- Gloria Emerson (1929–2004), US-amerikanische Journalistin
- Harrington Emerson (1853–1931), US-amerikanischer Manager und Management-Theoretiker
- Henry E. Emerson (1925–2015), US-amerikanischer Generalleutnant
- Henry I. Emerson (1871–1953), US-amerikanischer Politiker
- Hope Emerson (1897–1960), US-amerikanische Schauspielerin
- J. Norman Emerson (1917–1978), kanadischer Archäologe
- Jacqueline Emerson (* 1994), US-amerikanische Schauspielerin
- Jared Emerson-Johnson (* 1981), US-amerikanischer Videospielkomponist
- Jo Ann Emerson (* 1950), US-amerikanische Politikerin
- John Emerson (Filmemacher) (1874–1956), US-amerikanischer Schauspieler, Drehbuchautor, Produzent und Regisseur
- John B. Emerson (* 1954), US-amerikanischer Diplomat
- Kary Cadmus Emerson (1918–1993), US-amerikanischer Entomologe und Parasitologe
- Keith Emerson (1944–2016), britischer Musiker
- Lee E. Emerson (1898–1976), US-amerikanischer Politiker
- Louis W. Emerson (1857–1924), US-amerikanischer Politiker
- Luther Orlando Emerson (1820–1915), US-amerikanischer Komponist
- Michael Emerson (* 1954), US-amerikanischer Schauspieler
- Nelson Emerson (* 1967), kanadischer Eishockeyspieler und -trainer
- Niamh Emerson (* 1999), britische Siebenkämpferin
- Nick Emerson (* 20. Jahrhundert), irischer Filmeditor
- Ox Emerson (1907–1998), US-amerikanischer American-Football-Spieler
- Peter Henry Emerson (1856–1936), britischer Fotograf kubanischer Herkunft
- Ralph Waldo Emerson (1803–1882), US-amerikanischer Philosoph und Schriftsteller
- Robert Emerson (Chemiker) (1903–1959), US-amerikanischer Chemiker und Biophysiker
- Robert Jackson Emerson (1878–1944), britischer Bildhauer, Maler und Medailleur
- Robert L. Emerson (* 1948), US-amerikanischer Politiker
- Rollins A. Emerson (1873–1947), US-amerikanischer Genetiker und Botaniker
- Roy Emerson (* 1936), australischer Tennisspieler
- Steve Emerson, US-amerikanischer VFX-Supervisor
- Steven Emerson (* 1954), US-amerikanischer Journalist
- Taylor Emerson (* 1989), US-amerikanischer Schauspieler
- Todd Emerson (* 1984), neuseeländischer Schauspieler und Intimitätskoordinator
- William Emerson (Mathematiker) (1701–1782), britischer Mathematiker
- William Emerson (Geistlicher) (1769–1811), US-amerikanischer Geistlicher
- William Emerson (Architekt, 1843) (1843–1924), britischer Architekt
- William Emerson (Architekt, 1873) (1873–1957), US-amerikanischer Architekt und Hochschullehrer
- William K. Emerson (1925–2016), US-amerikanischer Malakologe